# Kuvert
 Ikke at forveksle med Kuvert (borddækning).
En kuvert eller konvolut er et omslag, ofte af papir, som benyttes til at sende breve i. Papiret er foldet og limet i siderne eller på mindre kuverter diagonalt på bagsiden. Kuverter kan købes på posthuse, i boghandler og i mange supermarkeder og fås i mange forskellige størrelser.
Kuverter kan fås forede med f.eks. bobleplast til at beskytte forsendelsen, ligesom de fås forede med kulørt indlæg eller kraftigt mønstret inderside for at sløre indholdet.

## Internationale standardiserede størrelser
Kuverter forhandles fortrinsvis i størrelser, der passer til hele eller foldede papirstykker.
ISO standard 269 definerer de forskellige standardkonvolutstørrelser til brug for ISO 216 standard papirformater.

## Andre typer kuverter
Andre typer kuverter er bl.a.;
- Kuvert til interne forsendelser: Virksomheders 'egne' kuverter, der oftest genbruges til adskillige forsendelser, typisk passende til A4-papir og med enkelte huller midt i, så man kan se, at der er noget inden i kuverten.
- Prøvekuverter, typisk mere aflange og poseformede end 'almindelige' kuverter, som lukkes med en metalklips (populært kaldet 'danserindeben') gennem et par huller ved åbningen.
- Rudekuverter, der er 'almindelige' kuverter med 'vindue' i forsiden, så man kan skrive navn og adresse på modtageren på det indlagte brev, hvilket letter kuverteringen.
- Luftpostkuvert, typisk forsynet med rød/blå kant, så postpersonalet let kan skelne den fra almindelige forsendelser.